# Artur Olech
Artur Olech (* 22. Juni 1940 in Lemberg; † 12. August 2010 in Breslau) war ein polnischer Boxer. Er gewann bei den Olympischen Spielen 1964 und 1968 jeweils eine Silbermedaille im Fliegengewicht.

## Werdegang
Artur Olech siedelte mit seiner Familie nach dem Ende des Zweiten Weltkrieges von Lwow nach Breslau über. Dort spielte er als Jugendlicher zunächst Fußball und betrieb Radsport. Zusammen mit seinem Zwillingsbruder Zbigniew Olech begann er dann 1955 mit dem Boxen. Sein erster Trainer war Richard Walugi. Bei einer Größe von 1,60 Metern wog Artur Olech um 51 kg und startete als Erwachsener meist im Fliegengewicht (bis 51 kg Körpergewicht), hin und wieder auch im Bantamgewicht (bis 54 kg Körpergewicht). Artur und Zbigniew Olech gingen mit 18 Jahren zur Miliz und traten mit 20 Jahren zur Polizei über. Ab diesem Zeitpunkt starteten sie für den Polizeisportverein Gwardia Warschau. Artur Olech ab 1966 noch für WKS Gwardia Łódź.
Im Juniorenalter und zu Beginn der Seniorenzeit war Zbigniew Olech erfolgreicher als Artur Olech. Im internationalen Boxgeschehen war dann allerdings Artur Olech später weitaus erfolgreicher als Zbigniew Olech. Artur Olech beteiligte sich 1960 erstmals an der polnischen Meisterschaft und scheiterte im Fliegengewicht im Viertelfinale an dem erfahrenen Henryk Kukier. Er erreichte damit den 5. Platz. 1961 kam Artur Olech bei der polnischen Meisterschaft bis in das Halbfinale, in dem er seinem Bruder Zbigniew nach Punkten unterlag. 1961 gewann Artur Olech in Bukarest bei der 2. Meisterschaft der Polizeien der Staaten des Warschauer Paktes im Fliegengewicht im Finale über den Rumänen Ambrus.
1962 gewann Artur Olech mit einem Punktsieg im Endkampf über Zdzislaw Drozdal erstmals den polnischen Meistertitel im Fliegengewicht. Diesen Erfolg wiederholte er 1963 mit einem Finalsieg über Jozef Wiatrzyk. Im Halbfinale dieser Meisterschaft besiegte er dabei seinen Bruder Zbigniew durch Abbruch in der 3. Runde. 1962 und 1963 gewann er auch wieder die Polizeimeisterschaft der Staaten des Warschauer Paktes. 1962 im Bantamgewicht mit einem Punktsieg über Rainer Poser aus der DDR und 1963 im Fliegengewicht mit einem Punktsieg über Ferenc Dorogi aus Ungarn.
Im Jahre 1964 musste sich Artur Olech im Finale der polnischen Meisterschaft im Fliegengewicht seinem Bruder Zbigniew geschlagen geben, der ihn in der 3. Runde durch Abbruch besiegte. Trotzdem wurde er und nicht Zbigniew von Feliks Stamm, dem polnischen Nationaltrainer, als Starter bei den Olympischen Spielen dieses Jahres in Tokio vorgeschlagen. In Tokio bestätigte Artur Olech dieses Vertrauen durch hervorragende Leistungen. Er besiegte dort Stefan Panajotow aus Bulgarien (3:2), Tibor Papp aus Ungarn (5:0) und Constantin Ciucă aus Rumänien (5:0) nach Punkten. Im Halbfinale kam er zu einem kampflosen Sieg über den verletzten sowjetischen Sportler Stanislaw Sorokin und stand damit im Finale gegen Fernando Atzori aus Italien. Diesen Endkampf gewann Atzori mit 4:1 Richterstimmen nach Punkten. Artur Olech gewann damit die Silbermedaille.
1965 und 1966 gewann Artur Olech jeweils durch Siege über Hubert Skrzypczak seinen dritten und vierten polnischen Meistertitel im Fliegengewicht. Bei den Europameisterschaften 1965 und 1967 wurde er aber nicht eingesetzt. 1968 stand er aber wieder in der polnischen Mannschaft bei den Olympischen Spielen in Mexiko-Stadt. Dort kam er im Fliegengewicht in der 1. Runde zu einem kampflosen Sieg über Heriberto Cintron aus Puerto Rico, siegte dann über Constantin Ciucă nach Punkten (3:2 Richterstimmen), besiegte Nikolai Nowikow aus der Sowjetunion durch Abbruch in der 2. Runde und schlug im Halbfinale Leo Rwabwogo aus Uganda umstritten mit 3:2 Richterstimmen nach Punkten. Damit stand er zum zweiten Mal in einem olympischen Finale. Dass er dabei ausgerechnet auf einen mexikanischen Boxer, Ricardo Delgado, traf, war sein Pech, denn unterstützt vom fanatischen mexikanischen Publikum wuchs dieser im Endkampf weit über sich hinaus und besiegte Arur Olech klar nach Punkten, dem damit wieder nur die Silbermedaille blieb.
1969 wurde Artur Olech bei der Europameisterschaft in Bukarest im Bantamgewicht eingesetzt. Er kam dort zu zwei Punktsiegen über James Gilligan aus Irland und Dimitar Milew aus Bulgarien, die aber beide mit 3:2 Richterstimmen sehr knapp ausfielen. Im Halbfinale unterlag er dann seinem alten Konkurrenten Constantin Ciucă nach Punkten und gewann damit eine EM-Bronzemedaille.
Weitere internationale Meisterschaften bestritt er dann nicht mehr. Artur Olech bestritt zwischen 1961 und 1968 auch eine ganze Reihe von Länderkämpfen. Dabei gelangen ihm auch Siege über die Deutschen Otto Babiasch, Josef Rehberger und Hans Freistadt, während er gegen Kurt Milleck, Klaus John und Walter Cybinski verlor.
In seiner Karriere bestritt Artur Olech insgesamt 315 Kämpfe und verzeichnete dabei 281 Siege, boxte viermal unentschieden und verlor 30 Kämpfe.
Nach Beendigung seiner Karriere wurde Artur Olech in Karlowice bei Breslau ansässig. Dort war er als Sportlehrer (im Offiziersrang) bei der Polizei tätig.

## Internationale Erfolge
(OS = Olympische Spiele, EM = Europameisterschaft, Fl = Fliegengewicht, Ba = Bantamgewicht, damals bis 51 kg bzw. 54 kg Körpergewicht)
- 1961, 1. Platz, 2. Polizeimeisterschaft der Staaten des Warschauer Paktes in Bukarest, Fl, mit einem Finalsieg über Ambrus, Rumänien;
- 1962, 1. Platz, 3. Polizeimeisterschaft der Staaten des Warschauer Paktes in Łódź, Ba, mit Finalsieg über Rainer Poser, DDR;
- 1963, 1. Platz, 4. Polizeimeisterschaft der Staaten des Warchauer Paktes in Ost-Berlin, Fl, mit Finalsieg über Ferenc Dorogi, Ungarn;
- 1964, Silbermedaille, OS in Tokio, Fl, mit Punktsiegen über Stefan Panajotow, Bulgarien (3:2), Tibor Papp, Ungarn (5:0) und Constantin Ciucă, Rumänien (5:0), einem kampflosen Sieg über Stanislaw Sorokin, UdSSR und einer Punktniederlage gegen Fernando Atzori, Italien (1:4);
- 1967, 1. Platz, 8. Polizeimeisterschaft der Staaten des Warschauer Paktes in Szombathely, Ba, mit einem Finalsieg über Ferenc Cserge, Ungarn;
- 1967, 5. Pl, Vorolympisches Turnier in Mexiko-Stadt, Ba, nach einer Punktniederlage im Viertelfinale gegen Giuseppe Mura, Italien;
- 1968, Silbermedaille, OS in Mexiko-Stadt, Fl, mit einem kampflosen Sieg über Heriberto Contron, Puerto Rico, einem Punktsieg (3:2) über Constantin Ciucă, einem Abbruchsieg in der 2. Runde über Nikolai Nowikow, UdSSR, einem Punktsieg (3:2) über Leo Rwabwogo, Uganda und einer Punktniederlage gegen Ricardo Delgado, Mexiko (1:4);
- 1969, 3. Platz, EM in Bukarest, Ba, mit Punktsiegen über James Gilligan, Irland (3:2) und Dimitar Milew, Bulgarien (3:2) und einer Punktniederlage gegen Constantin Ciucă (0:5)

## Polnische Meisterschaften
- 1960, 5. Platz, Fl, nach einer Punktniederlage im Viertelfinale gegen Henryk Kukier,
- 1961, 3. Platz, Fl, nach einer Punktniederlage im Halbfinale gegen Zbigniew Olech,
- 1962, 1. Platz, Fl, nach einem Punktsieg im Finale über Zdzislaw Drozdal,
- 1963, 1. Platz, Fl, nach einem Punktsieg im Finale über Jozef Wiatrzyk,
- 1964, 2. Platz, Fl, nach einer Abbruchniederlage in der 3. Runde im Finale gegen Zbigniew Olech,
- 1965, 1. Platz, Fl, nach einem Punktsieg im Finale über Hubert Skrzypczak,
- 1966, 1. Platz, Fl, nach einem Punktsieg im Finale über Hubert Skrzypczak

## Länderkämpfe
- 1961 in Białystok, Polen gegen DDR, Fl, techn. KO-Niederlage 2. Runde gegen Kurt Milleck,
- 1962 in Grudziądz, Polen gegen Rumänien, Fl, Punktniederlage gegen Dumitru Davidescu,
- 1962 in Kalisz, Polen gegen Ungarn, Fl, Punktsieger über Ferenc Dorogi,
- 1963 in Bukarest, Rumänien gegen Polen, Fl, Punktniederlage gegen Constantin Ciucă,
- 1963 in Poznań, Polen gegen DDR, Fl, Punktsieger über Otto Babiasch,
- 1963 in Schwerin, DDR gegen Polen, Fl, Punktsieger über Otto Babiasch,
- 1963 in Wrocław, Polen gegen BRD, Fl, Punktsieger über Josef Rehberger,
- 1963 in Łódź, Polen gegen UdSSR, Fl, Punktsieger über Stanislaw Sorokin,
- 1964 in Moskau, UdSSR gegen Polen, Fl, Punktniederlage gegen Wiktor Bystrow,
- 1965 in Łódź, Polen gegen England, Fl, Punktsieger über Tony Humm,
- 1965 in Łódź, Polen gegen BRD, Fl, Punktsieger über Hans Freistadt,
- 1966 in Wrocław, Polen gegen CSSR, Ba, Punktsieger über Viliam Mester,
- 1966 in Berlin (Ost), DDR gegen Polen, Fl, Punktniederlage gegen Klaus John,
- 1966 in Dessau, DDR gegen Polen, Fl, Punktniederlage gegen Walter Cybinski,
- 1966 in Warschau, Polen gegen Bulgarien, Fl, Punktniederlage gegen Stefan Panajotow,
- 1966 in Rotterdam, Niederlande gegen Polen, Fl, techn. KO-Sieger 2. Runde über Gerrit Te Paske,
- 1967 in Algier, Algerien gegen Polen, Fl, Punktsieger über Filali,
- 1968 in Warschau, Polen gegen Tunesien, Fl, Punktsieger über Ben Salah